# Hypena hoareae
Hypena hoareae är en fjärilsart som beskrevs av Holloway 1977. Hypena hoareae ingår i släktet Hypena och familjen nattflyn. Inga underarter finns listade i Catalogue of Life.